# Jewhenija Dołuchanowa
Jewhenija Hryhoriwna Dołuchanowa (ukr. Євгенія Григорівна Долуханова, ros. Евгения Григорьевна Долуханова, Jewgienija Grigorjewna Dołuchanowa; ur. 10 czerwca 1984 w Baku) – ukraińska szachistka, arcymistrzyni od 2006 roku.

## Kariera szachowa
W 2003 roku FIDE przyznało jej tytuł mistrzyni międzynarodowej, 3 lata później przyznano jej zaś tytuł arcymistrzyni. Zdobyła brązowy medal na mistrzostwach Ukrainy kobiet w Ałuszta. W 2005 roku w Charkowie zajęła drugie miejsce w międzynarodowym kobiecym turnieju Femida (wygrała Oksana Wozowik. W 2009 roku w Eupatorii zajęła 1 miejsce wraz z Tatjana Wasilewicz w mistrzostwach Ukrainy kobiet. W 2009 roku wygrała Memoriał Jelizawiety Bykowej w Suzdalu. W 2011 roku zajęła drugie miejsce na Memoriale Ludmiły Rudenko w Sankt Petersburgu.
Najwyższy ranking w dotychczasowej karierze osiągnęła 1 grudnia 2018, z wynikiem 2367 punktów.